# ビューン
ビューンとは、2010年6月から株式会社ビューンによって提供されている、モバイル用の電子コンテンツサービスである。

## 概要
新聞、雑誌類、テレビを、モバイル上から閲覧可能とするサービスである。iPad、iPhone、ソフトバンク3G携帯、ソフトバンクAndroid携帯でサービスの利用が可能となっている。

## 料金
| 対象       | 料金             | 備考 |
| ---------- | ---------------- | ---- |
| ブック放題 | 550円(税込)/月額 |      |

上記いずれも2025年6月現在。

## 過去の事件
2010年6月1日、iPadのサービス開始時にアクセスが殺到し、サービスを停止するというアクシデントがあり、実際のサービス提供は6月29日となった。

## 配信方法について
アエラ、週刊朝日など発売日当日から、ほぼ全ての記事が読めるものと、cancamやfridayなど一部の記事が読めるものとがある。
また、すべての雑誌が発売日初日から閲覧できるわけではなく、少しずつ閲覧可能記事が増えていくシステムをとっている。

## 沿革
- 2010年3月19日 - ソフトバンク株式会社（現：ソフトバンクグループ株式会社）が100％子会社として株式会社ビューンを設立
- 2010年6月1日 - 13社の31の新聞・雑誌の一部が購読できるサービス「ビューン」の提供開始。しかしアクセスが集中しサービスを一時停止[3]
- 2010年6月29日 - 「ビューン」をiPad向けWi-Fi限定で再開[4]
- 2010年7月6日 - 毎日新聞、電通、西日本新聞を引受先とした第三者割当増資[5]
- 2010年12月 - 「ビューン」がAndroidに対応[6]
- 2011年8月29日 - 女性向け電子書籍サービス「ビューン for Woman」を月額月250円で提供開始[7]
- 2013年10月28日 - 「ビューン全部読み」の提供開始[8]
- 2015年6月24日 - ソフトバンクユーザー向けに月額540円で雑誌やマンガ読み放題になる「ブック放題」の提供開始[9]
- 2016年7月1日 - 来店者が雑誌・マンガ読み放題になる法人向けサービス「ビューン読み放題スポット」の提供開始[10]
- 2017年6月1日 - 入居者が雑誌・マンガ読み放題になる集合住宅のオーナー向けサービス「ビューン読み放題マンション」の提供開始[11]
- 2017年10月5日 - 「ブック放題」の利用者をソフトバンク利用者以外に拡大[12]
- 2017年12月25日 - Yahoo!プレミアム会員に月額無料で読み放題になる「読み放題プレミアム by ブック放題」の提供開始[13]
- 2018年11月 - 「LINE@」や「LINE公式アカウント」を活用する店舗・企業向けの読み放題サービス「ビューン@（アット）」を提供開始[14]
- 2019年5月 - 店舗のサブスクリプション型サービスの導入を支援する「Sub.」を提供開始[15]
- 2019年9月 - 美容院等向けのタブレット専用読み放題サービス「読み放題タブレット」を提供開始
- 2020年4月3日 - 無料マンガのまとめ速報サービス「フリービューン」を提供開始[16]
- 2022年3月 - 「フリービューン」をレプラホーン株式会社へ事業譲渡
- 2023年6月 - 「Sub.」をコムソフト株式会社へ事業譲渡[17]
- 2023年8月 - 株式会社Link-U（現：Link-Uグループ株式会社）の持分法適用関連会社となる[18]
- 2024年5月 - Link-Uグループ株式会社の連結子会社会社となる[19]